# Drapeau du Royaume-Uni
« Union Jack » redirige ici. Pour les autres significations, voir Union Jack (homonymie).
Le drapeau du Royaume-Uni, connu sous le nom d'Union Flag ou Union Jack, et au Canada, Drapeau royal de l'Union, représente l'union des trois royaumes historiques des îles Britanniques : d'Angleterre, d'Écosse et d'Irlande. Le drapeau est une conception héraldique et défini par un blasonnement héraldique qui combine trois croix représentant les saints patrons des trois anciens royaumes.
La première version du drapeau — à laquelle manquait l'élément irlandais — est antérieure au Royaume-Uni lui-même et a été créée en 1606, après l'Union des Couronnes d'Angleterre et d'Écosse sous leur monarque commun Jacques Stuart (Jacques Ier en Angleterre et Jacques VI en Écosse), soit une centaine d'années avant la création effective du Royaume-Uni de Grande-Bretagne par les actes d'Union de 1707. Il combine la croix de saint Georges du drapeau anglais et la croix de saint André du drapeau écossais. Après les actes d'Union de 1801, ce drapeau fut augmenté de la croix de saint Patrick pour représenter l'Irlande.
Sur terre, le Union Flag est le drapeau national britannique. En mer cependant, depuis le XVIIe siècle, le drapeau n'est hissé qu'à bord des navires de la Royal Navy. Les navires civils doivent hisser le Red Ensign, le pavillon civil britannique, qui a dans son canton le Union Flag. Un autre pavillon britannique, le Blue Ensign, est de conception similaire. Via le Red Ensign et le Blue Ensign, le Union Flag apparaît dans un grand nombre de drapeaux à travers le monde dont les origines se trouvent dans l'Empire britannique. Comme les embarcations britanniques, les aéronefs civils britanniques portent un drapeau national distinctif : le British Civil Air Ensign (« pavillon aérien civil »).
| · Croix de saint André · XVIe s. (Écosse)     | · Croix de saint André · XVIe s. (Écosse)     | · Croix de saint André · XVIe s. (Écosse)     | · Croix de saint André · XVIe s. (Écosse)     | · Croix de saint André · XVIe s. (Écosse)     | · Croix de saint André · XVIe s. (Écosse)     |  |  | · Croix de saint Georges · XVIe s. (Angleterre)       | · Croix de saint Georges · XVIe s. (Angleterre)       | · Croix de saint Georges · XVIe s. (Angleterre)       | · Croix de saint Georges · XVIe s. (Angleterre)       | · Croix de saint Georges · XVIe s. (Angleterre)       | · Croix de saint Georges · XVIe s. (Angleterre)       |
| · Croix de saint André · XVIe s. (Écosse)     | · Croix de saint André · XVIe s. (Écosse)     | · Croix de saint André · XVIe s. (Écosse)     | · Croix de saint André · XVIe s. (Écosse)     | · Croix de saint André · XVIe s. (Écosse)     | · Croix de saint André · XVIe s. (Écosse)     |  |  | · Croix de saint Georges · XVIe s. (Angleterre)       | · Croix de saint Georges · XVIe s. (Angleterre)       | · Croix de saint Georges · XVIe s. (Angleterre)       | · Croix de saint Georges · XVIe s. (Angleterre)       | · Croix de saint Georges · XVIe s. (Angleterre)       | · Croix de saint Georges · XVIe s. (Angleterre)       |
|                                               |                                               |                                               |                                               |                                               |                                               |  |  |                                                       |                                                       |                                                       |                                                       |                                                       |                                                       |
|                                               |                                               |                                               |                                               |                                               |                                               |  |  |                                                       |                                                       |                                                       |                                                       |                                                       |                                                       |
| · Union Flag de 1606 · 1707 (Grande-Bretagne) | · Union Flag de 1606 · 1707 (Grande-Bretagne) | · Union Flag de 1606 · 1707 (Grande-Bretagne) | · Union Flag de 1606 · 1707 (Grande-Bretagne) | · Union Flag de 1606 · 1707 (Grande-Bretagne) | · Union Flag de 1606 · 1707 (Grande-Bretagne) |  |  | · Croix de saint Patrick · Origine inconnue (Irlande) | · Croix de saint Patrick · Origine inconnue (Irlande) | · Croix de saint Patrick · Origine inconnue (Irlande) | · Croix de saint Patrick · Origine inconnue (Irlande) | · Croix de saint Patrick · Origine inconnue (Irlande) | · Croix de saint Patrick · Origine inconnue (Irlande) |
| · Union Flag de 1606 · 1707 (Grande-Bretagne) | · Union Flag de 1606 · 1707 (Grande-Bretagne) | · Union Flag de 1606 · 1707 (Grande-Bretagne) | · Union Flag de 1606 · 1707 (Grande-Bretagne) | · Union Flag de 1606 · 1707 (Grande-Bretagne) | · Union Flag de 1606 · 1707 (Grande-Bretagne) |  |  | · Croix de saint Patrick · Origine inconnue (Irlande) | · Croix de saint Patrick · Origine inconnue (Irlande) | · Croix de saint Patrick · Origine inconnue (Irlande) | · Croix de saint Patrick · Origine inconnue (Irlande) | · Croix de saint Patrick · Origine inconnue (Irlande) | · Croix de saint Patrick · Origine inconnue (Irlande) |
|                                               |                                               |                                               |                                               |                                               |                                               |  |  |                                                       |                                                       |                                                       |                                                       |                                                       |                                                       |
|                                               |                                               |                                               |                                               |                                               |                                               |  |  |                                                       |                                                       |                                                       |                                                       |                                                       |                                                       |
|                                               |                                               |                                               |                                               |                                               |                                               |  |  | · Union Flag de 1801 · 1801 (Royaume-Uni)             |                                                       |                                                       |                                                       |                                                       |                                                       |

## Histoire

### Union Flagde 1606
En 1603, Jacques VI d'Écosse hérite des trônes d'Angleterre et d'Irlande comme Jacques Ier, unissant les couronnes d'Angleterre, d'Écosse et d'Irlande en une union personnelle (avec cependant trois États différents). Un nouveau drapeau est créé, et le 1er avril 1606, une lettre de l'Amirauté a ordonné à tous les navires royaux et navires marchands de hisser un drapeau qui était une combinaison de deux drapeaux. Pour représenter l'union royale entre la « Bretagne du Sud » (Angleterre) et la « Bretagne du Nord » (Écosse) ce drapeau combine le drapeau de l'Angleterre (une croix rouge sur fond blanc, connue comme la croix de saint Georges) et le drapeau de l'Écosse (une croix en X blanche sur fond bleu, la croix de saint André).
La conception finale du nouveau drapeau a probablement été influencée par le drapeau utilisé par les navires de la Levant Company. Ce drapeau, autorisé par la charte de la compagnie en 1593 sous le règne d'Élisabeth Ire d'Angleterre et d'Irlande, a réutilisé un dessin autorisé à l'origine pour Edward Osborne (en) et certains autres marchands impliqués dans le commerce avec le Levant en 1581. Il combinait l'étendard royal d'Angleterre resarcelé de blancet la croix de saint Georges. Le nouveau drapeau de l'Union a remplacé les armoiries royales anglaises par la bannière écossaise.

Le 12 avril 1606, une proclamation royale a été publiée, A Proclamation declaring what Flaggs South and North Britaines shall bear at Sea (« Une proclamation déclarant ce que les drapeaux britanniques du Sud et du Nord doivent porter en mer »), ordonnant à tous les navires d'utiliser le nouveau drapeau, mais aussi de hisser les drapeaux de leurs propres saints patrons sur un mât séparé : 
« Whereas some difference hath arisen betweene our Subjects of South and North Britaine travayling by Seas, about the bearing of their Flagges: For the avoyding of all such contentions hereafter, Wee have with the advise of our Councell ordered; That from hencefoorth all our Subjects of this Isle and Kingdome of great Britaine and the members thereof, shall beare in their Mainetoppe the Red Crosse, commonly called St Georges Crosse, and the White Crosse commonly called S Andrewes Crosse, joyned together according to a forme made by our Heralds, and sent by us to our Admirall to bee published to our said Subjects: And in their Fore-toppe our Subjects of South Britaine shall weare the Red Crosse onely as they were wont, and our Subjects of North Britaine in their Fore-toppe the White Crosse onely as they were accustomed.

Wherefore wee will and command all our Subjects to be conformable and obedient to this our Order, and that from hencefoorth they doe not use to beare their Flagges in any other sort, as they will answere the contrary at their perill. »
— By the King, A Proclamation declaring what Flaggs South and North Britaines shall bear at Sea

« Considérant qu'une certaine différence au sujet du port de leurs drapeaux est apparue entre nos sujets de la Bretagne du Sud et du Nord voyageant par mer : afin d'éviter de telles querelles ci-après, nous avons, avec l'avis de notre Conseil, ordonné que désormais tous nos sujets de cette île et royaume de Grande-Bretagne, et les membres de celle-ci, porteront sur leur grand mât la Croix Rouge (communément appelée la Croix de saint Georges) et la Croix Blanche (communément appelée la Croix de saint André) unifiées selon le dessin fait par nos hérauts, et envoyée par nos soins à notre amiral pour être publiée à nos dits sujets : et dans leur mât de misaine notre les sujets de la Bretagne du Sud ne porteront la Croix Rouge que comme ils avaient l'habitude, et nos sujets de la Bretagne du Nord dans leur mât de misaine la Croix Blanche uniquement comme ils en avaient l'habitude.

C'est pourquoi nous voulons et ordonnons à tous nos sujets d'être conformes et obéissants à notre Ordre, et que désormais ils ne portent plus leurs drapeaux en aucune autre sorte, car ils répondront le contraire à leurs risques et périls. »
— A Proclamation declaring what Flaggs South and North Britaines shall bear at Sea
Il n'est plus possible de connaître l'apparence précise du drapeau de l'Union du début du XVIIe siècle. Les dessins originaux préparés par les hérauts ont été perdus. Par conséquent, on ne sait pas si la bordure blanche entourant la croix rouge était destinée à être étroite ou plus substantielle. La règle héraldique de contraste des couleurs exigeant que la croix de gueules (rouge) ne touche pas directement le champ azur, (fond bleu), il fut nécessaire de resarceler (border) la croix rouge d'un filet blanc. Il n'est donné aucun nom à ce drapeau dans les documents de 1606. À partir de 1618, les plus anciens textes conservés le nomment « drapeau britannique » (« Britain flag » ou « British flag »). Un inventaire des drapeaux utilisés lors des funérailles de Jacques Ier en 1625 répertorie une Banner of the Union (« Bannière de l'Union »).
Le Conseil privé d'Écosse (en) s'est opposé à ce drapeau, car la Croix de saint André d'Écosse était sous la Croix de saint Georges d'Angleterre et divisée deux fois (« is twyse divydit ») par elle et que l'insigne écossais a été thairby obscurit and no takin nor merk to be seene of the Scottis Armes (« ainsi obscurci et aucun signe ni marque à voir des armoiries écossaises »),.
L'objection formelle du 7 août 1606 déclarait que le nouveau drapeau était vereie prejudicial to the fredome and dignitie of this Estate, and wil gif occasion to reprotche (« très préjudiciable à la liberté et à la dignité de cet état, et donnera occasion de reproches »),,. Les conseillers privés ont averti que les marins écossais n'accepteraient pas le nouveau design : oure seyfairing men cannot be induceit to ressave that flag (« nos marins ne peuvent pas être induits à recevoir ce drapeau »). La lettre d'objection du Conseil privé d'Écosse comprenait deux projets de conception (maintenant perdus) pour un drapeau alternatif,. L'objection a probablement été ignorée car le champ du drapeau prend sa couleur héraldique du drapeau écossais, dont le champ est azur, et non du drapeau anglais, dont le champ est d'argent. William Monson (en), un vice-amiral de la Royal Navy anglaise, a déploré que le nouveau drapeau makes not so fair a show (« fait pas si beau un spectacle »). Les objections n'ont eu aucun effet sur le drapeau, bien que des drapeaux alternatifs avec la croix blanche au-dessus de la croix rouge aient parfois été vus. On peut penser que des drapeaux ont existé au XVIIe siècle sur lesquels la croix de saint André est dessinée sur la croix de saint Georges,,. Le drapeau royal est, d'abord, destiné au seul usage en mer pour les navires civils et militaires de l'Angleterre et de l'Écosse, alors que les forces sur terre continuent d'utiliser leurs bannières nationales. Le Mayflower, par exemple, a probablement hissé le drapeau de l'Angleterre sur son mât de misaine et le drapeau britannique sur le grand mât,,.
- Le Union Flag à bord du navire anglais
Prince Royal par Adam Willaerts
- « The Arrival of the Elector Palatine at Flushing, 29 April 1613 » (1623)
- « Embarkation of the Elector Palatine in the Prince Royal at Margate, 25 April 1613 » (1622)

En mai 1634, Charles Ier d'Angleterre, d'Écosse, et d'Irlande restreint son usage aux navires royaux. Charles Ier a changé la politique d'exiger que tous les navires hissent le « Union Flagge ». Désormais, seuls les navires royaux ou en service public pouvaient hisser le drapeau de l'Union. D'autres navires d'Angleterre et d'Écosse devraient hisser les drapeaux de leurs propres saints patrons, comme c'était le cas avant la proclamation royale du père de Charles, Jacques VI et Ier. De cette époque jusqu'à la mort de Charles, les navires du roi se distinguaient des navires marchands d'Angleterre et d'Écosse en hissant le Union Flag,.
Avant la proclamation de Charles, la pratique consistant à hisser un drapeau « jack » sur le beaupré des navires de guerre (un pavillon de beaupré) avait déjà évolué, peut-être en raison de l'influence de l'officier anglais John Penington (en), Admiral of the Narrow Seas (en). Penington lui-même était probablement aussi responsable de la nouvelle politique du drapeau énoncée dans la proclamation royale de 1634. Le nouveau protocole du pavillon visait probablement à garantir que les navires de guerre seraient plus facilement identifiés par les navires étrangers, bien que la raison indiquée dans la proclamation royale soit que les navires anglais (« Ships of Our Subjects of England, or South Britaine ») et les navires écossais (« Ships of Our Subjects of Scotland, or North Britaine ») pourraient ainsi mieux se distinguer les uns des autres : We thereby the better discerne the number and goodnesse of the same (« Nous discernons ainsi mieux le nombre et la bonté du même »),.
Le Union Flag de 1606 a été abandonné pendant un certain temps pendant les guerres des Trois Royaumes. Après la deuxième guerre civile anglaise, Charles Ier fut exécuté et l'Angleterre gouvernée par un gouvernement républicain. L'Union des Couronnes tomba donc en désuétude pendant l'interrègne anglais. En Écosse, le fils de Charles Ier fut proclamé roi sous le nom Charles II d'Angleterre, d'Écosse, et d'Irlande. Le Commonwealth d'Angleterre a donc retiré le Union Flag – symbolique de l'union royal de l'Angleterre et de l'Écosse – de ses navires de guerre, retirant de la même manière les armoiries royales de leurs poupes. Le gouvernement a ordonné aux navires écossais de ne plus utiliser la croix rouge de Saint Georges dans leurs drapeaux et a ordonné aux navires anglais d'utiliser uniquement le drapeau de l'Angleterre.
Après la troisième guerre civile anglaise, l'Écosse est politiquement unifiée avec l'Angleterre et l'Irlande en 1654, sous le Commonwealth d'Angleterre, d'Écosse et d'Irlande. La croix de saint André a été ajoutée aux armoiries du Commonwealth, et en mai 1658, le Union Flag a de nouveau été ordonné d'être utilisé sur les navires de guerre according to the auncient forme (« selon la forme ancienne »), bien que le drapeau ait maintenant une harpe sur un bleu écusson en son centre pour représenter l'Irlande.
- Drapeaux de l'interrègne
- Drapeau du Commonwealth (1649-1651)
- Drapeau du Commonwealth (1651-1658)
- Étendard d'Oliver Cromwell (1653-1659)
- Drapeau du Commonwealth (1658-1660)

Lorsque la monarchie unie des trois royaumes a été restaurée et que Charles II, jusqu'alors exilé, est retourné en Grande-Bretagne depuis l'Europe continentale, le gouvernement anglais ordonna le 1er mai 1660 que : to take care that such Standards, Flags and Jacke Colours for the Fleete be forthwith prepared as were in use before 1648 (« de veiller à ce que les étandards, les drapeaux et les pavillons jack pour la flotte soient immédiatement préparés comme ils étaient en usage avant 1648 »). La harpe qui avait été ajoutée au Union Flag a été supprimée ; selon Samuel Pepys, c'était very offensive to the King (« très offensant pour le roi »),.
Le 9 mars 1661, le lord-grand-amiral Jacques, duc d'York écrivit à Trinity House et réitéra l'interdiction des navires marchands utilisant le « Flag of Union », ajoutant que tout navire l'utilisant verrait le drapeau retiré de leur possession par les navires du roi<. En novembre 1661, une proclamation royale annonça à nouveau que l'utilisation du par les navires n'appartenant pas à la Royal Navy était illégale. La proclamation royale menaçait non seulement la saisie des drapeaux incriminés – His Majesties Colours (« couleurs de Sa Majesté ») –, mais aussi l'emprisonnement du capitaine du navire. Le 11 mai 1666, le lord-grand-amiral apprit à nouveau que des navires privés partaient de Londres avec the Kings Jack (« le Jack du Roi ») hissé et ordonna que les capitaines de tous les navires qui le feraient soient arrêtés. En 1674, les navires hissaient des imitations de le Union Flag qui n'enfreignaient pas strictement la loi en raison de diverses modifications mineures. Charles II interdit cette pratique par proclamation royale le 18 septembre 1674, interdisant à tout navire marchand de hisser his Majesty's Jack (commonly called The Union Jack) (« Jack de Sa Majesté (communément appelé le Union Jack) ») et obligeant tous les navires marchands anglais à ne hisser que le drapeau anglais ou le « Ensign Red ».
- Le Union Flag à bord des navires de la Royal Navy anglaise par Willem van de Velde le Jeune
- HMS Resolution (en), navire amiral de Sir Thomas Allin, 1er baronnet (en) (c. 1669)
- HMS Charles Galley (en) (1677)
- Navire anglais en action contre les corsaires barbaresques, 1676 (c. 1678)
- Une action contre les corsaires barbaresques, c. 1680 (c. 1685)
- Le HMS Royal Sovereign, 1702. L'étendard royal indique la présence de Georges de Danemark, époux de la reine Anne et lord-grand-amiral. (1703)
- Navires de guerre à Spithead, avec Union Flags et Red Ensigns anglais et autres drapeaux pour indiquer la présence de Charles II et de Jacques, duc d'York et lord-grand-amiral.

L'abus des drapeaux navals a permis aux navires contrevenants d'éviter les frais et taxes dans les ports étrangers. Il a usurpé les privilèges de la Royal Navy anglaise. Selon Samuel Pepys, des navires de l'estuaire de la Tamise saluaient tous les navires arborant le Union Flag, aussi petits soient-ils, en abaissant leur hunier ; besides the pride of it (« en plus de la fierté de celle-ci ») les navires arborant ce drapeau étaient exemptés de l'obligation d'embarquer un pilote dans les ports néerlandais ; dans les ports français, ils n'étaient pas tenus de payer le droit de 50 sous par tonne normalement perçu sur les navires. La nouvelle popularité des yachts a provoqué de nombreuses violations. Le gouverneur des Douvres a demandé l'autorisation de hisser le Union Flag sur son yacht privé : l'autorisation a été refusée par le roi et le Conseil privé d'Angleterre en 1676.
Les corsaires du XVIIe siècle hissaient souvent un drapeau de l'Union afin de ressembler aux navires de guerre de la Marine royale, nonobstant les proclamations royales de 1634 et 1674. De nombreux navires marchands appliquaient des lettres de marque qui les classaient comme corsaires, ce qui empêchait toute accusation de piraterie s'ils se défendaient des attaques ennemies. Un grand nombre de navires marchands anglais de la Compagnie de Guinée et de la Compagnie anglaise des Indes orientales se qualifient comme corsaires et hissent le Union Jack. Les documents officiels étaient en conflit quant à savoir si cela était interdit. Les instructions de décembre 1681 aux corsaires naviguant contre Alger leur interdisaient de hisser our Union flagg or jack (« notre drapeau de l'Union ou jack ») en aucune circonstance, mais les instructions aux corsaires employés contre la France en mai 1693 n'en interdisaient l'usage qu'en présence de la Marine royale ou des navires alliés.
Le 17 juillet 1694, Guillaume III et II d'Angleterre, d'Écosse, et d'Irlande réitère à nouveau l'interdiction des navires marchands d'utiliser des pavillons autres que le Red Ensign anglais ou le drapeau anglais. Cependant, les corsaires étaient tenus par cette proclamation royale d'arborer un pavillon de beaupré qui était rouge avec un Union Flag dans le canton : un Red Jack, with the Union Jack described in a Canton of the upper corner thereof next the staff (« Jack Rouge, avec le Union Jack décrit dans un canton du coin supérieur de celui-ci à côté du mât »). Même si c'était la première fois qu'un tel dessin de drapeau était autorisé, ce n'était pas la première fois qu'un drapeau rouge avec un canton de Union Flag apparaissait. Vers 1687, Samuel Pepys parle d'un tel drapeau – the Union Jack in a Canton upon a Red Flag (« le Union Jack dans un canton sur un drapeau rouge ») – utilisé par George St Lo (en) et now familiarly used abroad (« maintenant familièrement utilisé à l'étranger »). Les stipulations de la proclamation ont été rééditées par une autre proclamation royale d'Anne d'Angleterre, d'Écosse, et d'Irlande en 1702. Les règles aux corsaires de 1693 furent reprises dans des instructions émises en décembre 1704 pour les corsaires envoyés contre la France et l'Espagne permettant l'usage du drapeau de l'Union, malgré la proclamation royale de juillet 1694 en ayant expressément interdit l'usage. L'utilisation du pavillon de beaupré particulier par les corsaires s'est poursuivie jusqu'en 1856, date à laquelle la pratique a été abolie (Déclaration de Paris).
Un décret en conseil du 31 juillet 1701 interdit aux gouverneurs des colonies anglaise d'autoriser les navires du service public colonial à hisser les mêmes pavillons de beaupré que les navires de la Marine royale. Au lieu de cela, ces navires devaient utiliser un Union Jack avec un écusson blanc au centre. L'Amirauté anglaise s'était plainte plus tôt cette année-là au prédécesseur de la reine Anne, Guillaume III, que les gouverneurs coloniaux autorisaient les pavillons de la Marine royale pour les navires des services publics coloniaux. Les gouverneurs ont des pouvoirs de vice-amirauté qui, selon eux, leur donnent ce droit, et ils ont affirmé que les navires dans leur service officiel devaient être distingués des navires civils. Ces navires, ainsi que les fonctions normales, ont probablement assumé certaines des responsabilités de la marine de guerre en l'absence de navires de guerre de la Marine royale. Néanmoins, cela n'avait qu'une utilisation temporaire, rendue nécessaire par une pénurie de navires de guerre de la Marine royale dans le Nouveau Monde à cette époque ; lorsque l'amiral John Benbow revint dans les eaux américaines à la fin de l'automne 1701, le jack colonial avec l'écusson blanc tomba hors d'usage. C'était la première fois qu'un drapeau spécial était autorisé pour les colonies d'outre-mer. La copie reçue par le gouverneur de la province de la baie du Massachusetts illustre le drapeau avec un sautoir relativement étroit, avec le liseré blanc de la croix de saint Georges de la même largeur que le sautoir. C'était une pratique dont il existe de nombreux exemples contemporains. Dans les documents officiels adressés aux gouverneurs coloniaux, l'écusson blanc doit avoir une hauteur au plus égale à la moitié et dont la largeur ne dépasse pas le tiers de la taille des Kings Colours (« couleurs du roi »). Le pavillon a été réautorisé dans des documents illustrés envoyés au gouverneur de la province de New York en 1709, bien qu'il y ait peu de preuves de son utilisation,.
Après les Actes d'Union de 1707, le drapeau acquiert le statut de drapeau du Royaume-Uni de Grande-Bretagne, le nouvel État. Le premier article du traité d'Union — ratifié par le parlement d'Écosse et le parlement d'Angleterre — stipule la prérogative royale de la reine Anne pour déterminer la manière dont les croix anglaise et écossaise devaient être combinées dans le drapeau du Royaume-Uni,. Au moyen d'un décret en conseil le 17 avril 1707, Anne, après avoir examiné des propositions alternatives élaborées par les hérauts du College of Arms et examinées par un comité du Conseil privé, décida « que le drapeau de l'Union continue comme à présent » (« That the Union Flag continue as at present »), adoptant le drapeau de 1606 comme drapeau du nouveau royaume britannique. Le comité au sein du Conseil privé a été créé « pour examiner plusieurs questions en exécution de la loi récemment adoptée pour l'unification des deux royaumes d'Angleterre et d'Écosse »(« to consider of several matters in Execution of the Act lately pass'd for the uniting of the two Kingdoms of England and Scotland »). Selon le compte rendu du Conseil privé, le 17 mars 1707, ce comité ordonna à Henry Howard, 1er comte de Bindon et député-comte-maréchal (en), d'ordonner aux rois d'armes de préparer des projets d'emblèmes héraldiques du nouveau royaume. Des projets de dessins pour le drapeau britannique et l'étendard royal du Royaume-Uni devaient également préparés par les hérauts. Ainsi, le décret en conseil le 17 avril, la reine et son Conseil privé approuvent les projets de documents préparés par les autorités héraldiques, qui comprennent un dessin du drapeau de l'Union. Selon le compte rendu pour ce décret en conseil, le décret devait être remis aux secrétaires d'État et devait s'appliquer au « au sein du Royaume-Uni de Grande-Bretagne, en Irlande, et aux plantations de Sa Majesté en Amérique, les îles de Jersey et Guernesey  et tous les autres dominions de Sa Majesté »(« within the United Kingdom of great Britain and in Ireland, Her Majesty's Plantations in America, the Islands of Jersey and Guernsey and all other Her Majesty's Dominions »). Le drapeau devait donc être le drapeau de tous les sujets de la reine britannique, pas seulement du peuple de Grande-Bretagne. Des copies ont été faites des dessins et du compte-rendu qui ont été transférés au College of Arms.
Un autre décret en conseil adressé à l'Amirauté le 21 juillet 1707 spécifiait les drapeaux à utiliser en mer. Le décret en conseil comprenait des dessins en couleur du drapeau de l'Union, du nouvel étendard royal, et du Red Ensign britannique,. Au moment de l'union, le pavillon national de la Marine royale a été modifié pour refléter l'union entre les Marines royales anglaise et écossaise. L'union des deux croix apparaît désormais dans les cantons des pavillons, à la place soit de la croix rouge anglaise, soit de la croix blanche écossaise,. Lors de l'arrivée à l'Amirauté à Londres du décret en conseil du 21 juillet spécifiant que la croix de saint Georges dans les cantons devait être remplacée par les deux croix du drapeau de l'Union dans les pavillons nationaux, le lord-grand-amiral — espérant économiser et gagner du temps — ordonna que les cantons des pavillons soient enlevés et que l'Union Jack soit cousue à leur place. Découvrant que les drapeaux n'étaient pas de la bonne taille pour cet expédient, l'Amirauté a finalement ordonné que tous les pavillons soient envoyés à un entrepreneur externe to be made Union (« être fabriqué Union »). Les navires de guerre anglais hors des eaux territoriales avaient déjà abandonné le hissage de la croix de saint Georges ; il était probablement trop facile à confondre avec les drapeaux des navires génois.
Le 28 juillet 1707, Anne approuva une proclamation royale ordonnant ce changement pour les bateaux civils. La même proclamation réitère que les embarcations civiles ne peuvent pas hisser le drapeau de l'Union lui-même,,. La proclamation comprenait une illustration marginale du nouveau Red Ensign avec l'Union dans le canton.
- Le Red Ensign de 1707 comme drapeau national sur mer
- HMS St Albans (en) au Deptford Dockyard, 1747. Le nouveau navire de guerre arbore le drapeau de l'Amirauté, l'étendard royal, un Union Flag, et un Red Ensign à l'arrière. Un Union Flag flotte du mât à terre. (John Cleveley l'Ancien (en), National Maritime Museum).
- Navires de guerre à Spithead, avec Red Ensigns et autres drapeaux pour indiquer la présence d'Édouard, duc d'York et Albany (Francis Swaine, 1765, Art Gallery of South Australia).
- Un navire marchand britannique au large de Château Cornet, Saint-Pierre-Port, Guernesey (Thomas Whitcombe, c. 1796, National Maritime Museum).
- Cuthbert Collingwood avec un Red Ensign (Henry Howard, 1827, National Maritime Museum)

James Cook a hissé le Union Flag sur le sol australien pour la première fois le 29 avril 1770 à Botany Bay, alors nommé Stingray Harbour. Lorsque Cook revendique la côte est de l'Australie pour le roi George III de Grande-Bretagne, il hisse le drapeau de l'Union sur Possession Island (en), près du cap York. Arthur Phillip, premier gouverneur de Nouvelle-Galles du Sud, a hissé le drapeau à Sydney Cove le 26 janvier 1788 (« Australia Day »). Cette date est commémorée comme le premier jour de la colonisation européenne en Australie,.
Avec le temps, les voiles d'avant à gréement carré ont été remplacées par des focs, et le mât de drapeau sur le beaupré a disparu de l'architecture navale car il interférait avec la position des focs. À partir de ce moment, les navires ont cessé d'arborer un pavillon de beaupré (en anglais : jack) en mer et les navires de la Royal Navy ont développé la pratique de ne hisser le Union Jack qu'au port.
- Étendard du 8th Regiment of Horse (en) utilisé à la bataille de Dettingen (York Army Museum)
- Étendard du 8th Regiment of Horse (en) utilisé à la bataille de Dettingen (York Army Museum)
- Union Flag de la fin du XVIIIe siècle en soie (National Maritime Museum)
- Étendard du King's Own Regiment (en), utilisé à la bataille de Culloden (Musée national d'Écosse)
- Union Flags à la bataille des Plaines d'Abraham
- « The Death of Major Peirson, 6 January 1781 » par John Singleton Copley : l'étendards à la bataille de Jersey
- « Lord Howe's action, or the Glorious First of June » par Philippe-Jacques de Loutherbourg : HMS Queen Charlotte, navire amiral de Richard Howe
- Union Flag (4 x 5,5 m) hissé à bord du HMS Queen Charlotte lors de la bataille du 13 prairial an II. Comme beaucoup de drapeaux faits à la main, le design est imparfait[57]. (National Maritime Museum)
- « Battle of the Nile, Augt. 1st 1798 » par Thomas Whitcombe : Union Flags sur les mâts britanniques à la bataille d'Aboukir. À l'arrière, White Ensigns.

### Union Flagde 1801
Le drapeau actuel date du 1er janvier 1801, à la suite de l'acte d'Union de 1800 qui fusionne le Royaume-Uni avec le royaume d'Irlande. Le nouveau dessin inclut la croix en X de saint Patrick, qui représente l'Irlande. Il est supposé que cette croix vient des armes des FitzGerald ; elle est peu utilisée pour représenter l'Irlande en dehors de l'Union Flag. Un chapbook de mars 1688 contient une chanson folklorique sur l'air de Lillibulero (Roud Folk Song Index V12795) dans laquelle un Irlandais (Taig (en)) et un Écossais (Sawney (en)) stéréotypés se disputent pour savoir si un moulin à vent est représentatif de « St Patrick's Cross » ou « St Andrew's Cross »,.
Les drapeaux militaires existants sont ainsi rendus obsolètes. Dans la British Army, de nombreux drapeaux régimentaires n'ont pas été remplacés ou redessinés, mais les nouvelles bandes rouges diagonales ont simplement été cousues sur le dessus des diagonales blanches existantes. Un trèfle irlandais a également été ajouté parmi les roses Tudor et les chardons héraldiques. Le pavillon du beaupré distinctif des corsaires britanniques a également été modifié.
Le 1er janvier 1801 à midi, les nouveaux drapeaux sont hissés et salués dans les établissements militaires. Au château d'Édimbourg, le drapeau a été hissé et salué par l'artillerie, le régiment de la milice de Dumfries tirant une salve d'honneur appelée « feu de joie (en) ». Dans le Firth of Forth cependant, les navires, les forts et les batteries côtières ont été excusés du salut par l'Amirauté, en raison de la pêche au hareng. Au château de Dublin, le drapeau a été hissé depuis la tour de Bedford, en présence du régiment royal de la milice de Tyrone, tandis que le salut d'artillerie a été tiré depuis Phoenix Park:310.
Le 4 juin 1801, la nouvelle version du Union Flag est hissée pour la première fois en Australie. La nouvelle des lois pour l'unification de la Grande-Bretagne et de l'Irlande n'arriva dans la colonie de Nouvelle-Galles du Sud qu'en mai 1801. Le gouverneur, Philip Gidley King, ordonna des célébrations le jour de l'anniversaire royal, le 4 juin :  à ce moment, le nouveau drapeau a été hissé la première fois.
- « The Battle of Trafalgar, 21 October 1805 » par Joseph Mallord William Turner : le HMS Victory, navire amiral de Horatio Nelson. Le Union Flag tombé au premier plan fait allusion à la mort de Nelson[65].
- Drapeau hissé par le HMS Minotaur lors de la bataille de Trafalgar. Comme beaucoup de drapeaux faits à la main, le design est imparfait[66]. (National Maritime Museum)
- Drapeau hissé par le HMS Spartiate lors de la bataille de Trafalgar. Comme beaucoup de drapeaux faits à la main, le design est imparfait[67],[68]. (Zaricor Flag Collection)
- Deux cotres au large de Ramsgate: le navire derrière arbore le Red Ensign et l'autre arbore le Red Ensign modifié de Trinity House (Thomas Whitcombe, c. 1810, National Maritime Museum).

- Drapeau hissé par le HMS Marlborough lors de la bataille du Jutland[69]. (National Maritime Museum)
- L'un des Union Flags du Cénotaphe, Whitehall, le Jour du Souvenir[70]. (Imperial War Museum)
- Drapeau hissé par le HMS Nelson au début de la Seconde Guerre mondiale[71]. (National Maritime Museum)

### Union Flagde 1900
En 1900, le Bureau de la Guerre a publié des spécifications pour le Union Flag dont le design correspondait plus au blasonnement héraldique. Dans ce drapeau, les largeurs des deux sautoirs (de Saint André et de Saint Patrick) sont égales. La bordure blanche autour de la croix rouge (de Saint Georges) est étroite : une « fimbriation » dont la largeur est la même que le fimbriation autour du sautoir rouge de Saint Patrick,,:68.
Dans certains cas, le Union Flag a été appelé le « Great Union Flag » ou « Great Union »,. Les drapeaux régimentaires (en anglais : Regulation Colours (en)) de la British Army sont fabriqués selon cette spécification : in which the Cross of St George is conjoined with the crosses of St Andrew and St Patrick on a blue field, as modified by Her late Majesty Queen Victoria in 1900 (« dans laquelle la croix de saint Georges est conjointe avec les croix de saint André et de saint Patrick sur un champ bleu, tel que modifié par feue Sa Majesté la reine Victoria en 1900 »). Les couleurs régimentaires (Regimental Colours) de la Guards Division (en) sont un drapeau de cette conception, et les couleurs de la reine (Queen's Colours) des autres régiments de l'infanterie britannique sont également de ce type.
- Durham Light Infantry, 1909 (plus tard partie des The Rifles)
- 42e Assam Light Infantry, 1927 (plus tard le 6e régiment de gorkhas)
- Royal Regiment of Fusiliers, 2009
- Grenadier Guards, 2013
- 17th Dogra Regiment (en), Armée de l'Inde, 1926 (National Army Museum)

## Spécifications

### Proportion et orientation
Le drapeau n'est pas axialement symétrique : les bandes obliques rouges sont disposées différemment à gauche et à droite sur les bandes obliques blanches, donnant l'impression visuelle que la croix de Saint Patrick (les bandes rouges obliques) est décalée vers le bas du côté attaché au mât et vers le haut du côté libre.
Quand le drapeau est représenté à plat (sur une feuille ou un écran), le mât est supposé être à gauche. Donc la partie gauche du drapeau doit présenter les bandes obliques rouges décalées vers le bas des blanches, et vers le haut sur la partie droite.
Les proportions du drapeau ne sont pas fixées officiellement. Les deux rapports 3:5 et 1:2 sont communs, et le drapeau existe également dans d'autres proportions. Sur terre, les proportions normales sont de 3:5, mais pour les pavillons les proportions habituelles sont de 1:2. Officiellement, et comme d'habitude en héraldique traditionnelle, seul le blasonnement héraldique est fixe. Les proportions et les teintes exactes des bandes sont variables.

Le drapeau a deux proportions officielles. La version utilisée sur terre est de 3:5, mais la version utilisée par la Royal Navy en mer depuis le 19e siècle est plus longue que la conception standard, avec des rapports de 1:2. D'autres drapeaux nautiques sont également fabriqués dans ce rapport,. En 1687, le secrétaire de l'Amirauté (Secretary to the Admiralty (en)) Samuel Pepys a déclaré que les drapeaux utilisés par les navires en mer devraient être dans le rapport de 11:18 (environ le nombre d'or). L'Amirauté a exigé que les drapeaux utilisés en mer soient fabriqués dans des rapports de 1:2. En 1938, le comte maréchal, Bernard Fitzalan-Howard, 16e duc de Norfolk, et le Garter King of Arms (en), Gerald Wollaston (en), recommandèrent que les drapeaux sur terre soient fabriqués dans des rapports de 3:5. Avant cela, les drapeaux héraldiques étaient généralement de forme carrée. Le changement a été apporté parce que les drapeaux carrés ne volent pas aussi bien que les drapeaux plus étroits, tandis que les drapeaux 1:2 déforment le design héraldique. En tant que proportion reconnues pour tous les drapeaux pertinents de la juridiction du comte maréchal, 3:5 a été enregistrée dans les documents officiels du College of Arms en 1947. Il n'y avait aucune précision sur les proportions du drapeau ou les proportions relatives de ses composants dans la proclamation royale établissant l'utilisation du drapeau actuel en date du 1er janvier 1801. Seul le blasonnement héraldique est à suivre et donc de nombreuses formes différentes du drapeau sont appropriées d'un point de vue héraldique. La géométrie précise du drapeau n'est spécifiée dans aucune législation.
- Proportions modernes recommandées
par le College of Arms et le comte-maréchal
- 3:5
- 1:2

Les tailles de drapeau spécifiées pour être hissées par l'Armée britannique dans divers établissements militaires à différentes occasions sont de proportions 2:3 et 5:8.
- Proportions spécifiées dans les King's Regulations
- 5:8 
12 pi (3,7 m) sur 7,5 pi (2,3 m)
- 2:3 
6 pi (1,8 m) sur 4 pi (1,2 m)

## Couleurs
Héraldiquement, le drapeau se compose de trois couleurs héraldiques : deux émaux et un métal héraldique. Le champ héraldique est azur. La croix de St Georges et la croix de St Patrick sont de gueules. La croix de St André est d'argent, et les bordures séparant les croix de gueules et le champ azur sont aussi d'argent. Le tableau indique les couleurs RVB recommandées (par le College of Arms et le comte-maréchal) pour un écran électronique et les couleurs CMJN pour l'imprimerie.
| Couleur | ● - Bleu - Azur | ● - Rouge - Gueules | ● - Blanc - Argent |
| ------- | --------------- | ------------------- | ------------------ |
| HTML    | #012169         | #C8102E             | #FFFFFF            |
| RVB     | 1,33,105        | 200,16,46           | 255,255,255        |
| Pantone | 280 C           | 186 C               | —                  |
| CMJN    | 100.85.5.22     | 2.100.85.6          | 0.0.0.0            |

- Schémas historiques des drapeaux britanniques
- Flags: Some Account of Their History and Uses de A. Macgeorge, 1881.
- The Flags of the World de F. Edward Hulme, 1896.
- A Short History of the Union Jack de William Henry Holmes[note 4], 1897.
- Scotland's Story: a History of Scotland for Boys and Girls d'H. E. Marshall, 1907.
- A Complete Guide to Heraldry de Arthur Charles Fox-Davies (en), 1909.

### Propositions de modifications
Une lettre d'un ancien fabricant de drapeaux publiée dans The Gentleman's Magazine et datée du 3 janvier 1801 suggérait que le nouvel Union Jack de 1801 aurait dû être construit avec une harpe irlandaise au centre, encerclée par un disque de couleur. Répondant à cette suggestion, datée du 20 mars 1803, une autre proposition fut publiée dans un numéro ultérieur du même magazine. La deuxième proposition utilisait le sautoir rouge irlandais, mais les sautoirs blanc et rouge ne sont pas « counterchanged » : au contraire, leurs angles diffèrent, de sorte que chaque sautoir est plus pleinement visible,,.
|  |

En 1827, un article de Harris Nicolas (en) parut dans le Naval and Military Magazine. L'article de Nicolas a ensuite été republié par Edward Wedlake Brayley. Nicolas a critiqué le blasonnement héraldique de l'Union Flag de 1801 ainsi que le concept d'unification des multiples croix lui-même. Nicolas a déclaré que les croix d'Angleterre et d'Écosse auraient dû suivre la pratique héraldique en étant écartelé, avec la croix d'Irlande ajoutée au troisième quart. Nicolas a critiqué le traitement héraldique des sautoirs de saint André et de saint Patrick, se plaignant que l'apparence du sautoir de saint Patrick était déformée — les membres opposés du sautoir rouge ne s'alignant pas l'un avec l'autre — et le sautoir de saint André est obscurci. Nicolas pensait que la fimbriation blanche qui sépare les éléments bleu (azur) et rouge (gueules) n'était pas nécessaire, que le mot fimbriation était incorrect, et que la croix rouge de saint Georges reposait sur une croix blanche horizontale qui ne apparaissent dans le libellé du blasonnement héraldique,.
Le 21 janvier 1853, un certain nombre d'Édimbourgois présentèrent une pétition au Lord Lyon, roi d'armes en Écosse. Leur pétition, An Heraldic Grievance (« Un grief héraldique »), s'opposait au drapeau de l'Union arborant sur le château d'Édimbourg et d'autres établissements militaires, ainsi qu'à d'autres défauts héraldiques des pièces de monnaie et des étendards royaux, y compris les armoiries royales écossaises en Écosse. Ils ont soutenu que le drapeau de l'Union utilisé en Écosse devait être du dessin parfois utilisé dans l'Écosse du XVIIe siècle, avec le sautoir blanc sur la croix rouge, et se sont opposés au sautoir de St Patrick, ce qu'ils ont dénoncé comme une simple red stripe (« bande rouge »). Pour cela, ont-ils affirmé, there is no precedent in law or heraldry (« il n'y a pas de précédent en droit ou en héraldique »). Ils ont exhorté le Lord Lyon (Thomas Hay-Drummond, 11e comte de Kinnoull), à exercer ses pouvoirs pour saisir les objets qui violaient les lois héraldiques écossaises,. La pétition a provoqué de nombreuses critiques: The Observer l'a décrit comme amusing (« amusant »), The Examiner a écrit que The "proper" place for these petitioners (« l'endroit « approprié » pour ces pétitionnaires ») était the principal lunatic asylum (en) (« le principal asile d'aliénés ») d'Édimbourg, bien que The Gentleman's Magazine ait dénoncé les critiques comme ignorantes, le magazine faisant valoir l'exactitude héraldique a conservé son utilité,. Néanmoins, la critique du drapeau de l'Union lui-même était héraldiquement infondée, puisque le drapeau de 1801 préserve la priorité du sautoir écossais blanc sur le sautoir irlandais rouge dans le premier canton (la première place dans l'ordre de préséance), conservant ainsi sa préséance héraldique,,. Le Lord Lyon a refusé d'agir, car le pouvoir de déterminer les drapeaux et les armoiries du Royaume-Uni a été explicitement une prérogative royale en vertu des Actes d'Union:311. Le 17 avril 1853, une autre pétition adressée par la municipalité de Brechin en appela à la reine Victoria ; Joseph Hume a présenté la pétition au bureau de l'Intérieur, et l'affaire a été renvoyée au Garter, roi d'armes en Angleterre (Charles Young (en)), par le premier ministre britannique, Henry John Temple, 3e vicomte Palmerston:434,:311. En mai 1853, le roi d'armes anglais avait écrit à son homologue écossais l'informant que l'autorisation royale des « enseignes armoriales » s'appliquait au Royaume-Uni dans son ensemble (et à ses colonies), et non à un royaume individuellement. Sur les conseils du héraut Garter, le héraut Lyon n'a rien fait:311,:437. Plus tard la même année, le National Association for the Vindication of Scottish Rights (en) (« l'Association nationale pour la revendication des droits écossais ») a été formée et a présenté son Address to the People of Scotland, and Statement of Grievances (« Adresse au peuple écossais et déclaration des griefs »), qui réaffirmaient la plainte héraldique contre les armoiries royale en Écosse et le drapeau de l'Union. L'Association a dénoncé le White Ensign de la Royal Navy, qu'elle a jugé inconstitutionnel, y compris la croix de saint Georges. Ils se sont également opposés à la couleur de la partie bleue du drapeau de l'Union, dont ils pensaient que la teinte du XIXe siècle était trop sombre pour l'azur héraldique. Archibald Montgomerie, 13e comte d'Eglinton et président de l'Association, les a décrites à la Chambre des lords en 1854 comme « a matter of secondary and immaterial importance » (« une question d'importance secondaire et immatérielle »),. Bien que l'Association a attiré cinq mille personnes lors d'un rassemblement public à Glasgow et ait affiché les armes royales écossaises rectifiées lors d'un banquet en l'honneur du comte, le drapeau de l'Union était également présent aux côtés du drapeau de l'Écosse, et enfin aucun changement n'a été apporté ni à l'héraldique de l'étendard royal ni au drapeau de l'Union,.
L'émergence des dominions a conduit à de nombreuses suggestions pour un drapeau de l'Empire britannique qui pourrait représenter collectivement le Royaume-Uni, le Canada, l'Australie, la Nouvelle-Zélande, l'Afrique du Sud, l'Inde et d'autres territoires. Certains designs non officiels, comme un White Ensign qui incorporait les armoiries de tous les pays susmentionnés, ont été produits à partir d'environ 1910 jusqu'à la fin de la Seconde Guerre mondiale. C'était une vue courante lors d'événements tels que le Jour de l'Empire ou les couronnements. Le seul endroit où le drapeau ait jamais été hissé officiellement est le Dangarsleigh War Memorial en Australie, qui rend hommage à tous les soldats de l'Empire britannique tombés lors de la Première Guerre mondiale.
Avec la création de l'État libre d'Irlande, la question s'est posée de savoir si la croix de saint Patrick devait rester sur le Union Flag. Toutefois, le 7 décembre 1922, le Secrétaire d'État à l'Intérieur a décliné toute modification.
Le pays de Galles n'est pas représenté indépendamment sur le Union Flag car il a été annexé au Royaume d'Angleterre en 1282 et pleinement intégré au XVIe siècle. En 2007, le député Ian Lucas a proposé d'ajouter un dragon à l'Union Flag, pour représenter le pays de Galles.
En 2012, le Court of the Lord Lyon (en) a déclaré au Daily Record que la modification du drapeau de l'Union dans le cas de l'indépendance écossaise « serait de la spéculation à ce stade » (« would be speculation at this stage »). La responsabilité du drapeau de la partie restante du royaume incomberait au College of Arms. Clive Cheesman (en), le Richmond Herald (en), a déclaré au Daily Record que le drapeau pouvait être modifié par prérogative royale ou par une loi du Parlement. Il a suggéré qu'il y aurait une opposition à la fois au maintien du drapeau inchangé et à la modification du drapeau existant (en supprimant le sautoir blanc et le champ azur écossais), et a suggéré que des consultations seraient nécessaires : avec le Commonwealth, avec les Forces armées, et avec les citoyens. Après l'adoption de la loi sur le référendum sur l'indépendance écossaise (Scottish Independence Referendum Act 2013 (en)) en novembre 2013, le College of Arms a déclaré à ITV News qu'il ne serait pas nécessaire de modifier le drapeau en cas d'indépendance écossaise : le monarque britannique, Élisabeth II, resterait le chef d'État écossais. En 2014, dans les mois qui précèdent le référendum sur l'indépendance de l'Écosse, plusieurs propositions de modification de le Union Flag sont faites dans le cas où l'Écosse quitterait le Royaume-Uni, avec par exemple un retrait de la croix de saint André,. Selon un sondage mené par le Flag Institute (en), 56 % des Britanniques interrogés pensaient que le drapeau changerait si l'Écosse devenait indépendante et 64,8 % des Britanniques estimaient que le drapeau devrait changer dans cette éventualité. 71 % des personnes interrogées pensaient qu'un nouveau design devrait intégrer un élément représentatif du pays de Galles,.

## Protocole
Le drapeau peut être hissé verticalement ou horizontalement devant les bâtiments publics, les résidences privées, les commerces, les parcs ou encore durant les cérémonies officielles. Il ne doit pas être utilisé sur les navires où ce sont les pavillons britanniques qui sont hissés. Le drapeau ne doit pas être utilisé s'il est souillé ou endommagé.
En périodes de deuil, le drapeau est mis en berne — c'est-à-dire hissé au sommet du mât puis abaissé à hauteur du tiers du mât — après décision du département de la Culture, des Médias et du Sport et du monarque. Le drapeau au rapport 1:2 est généralement utilisé pour se draper sur un cercueil (par exemple pour les obsèques nationales). La Royal Navy a mis au point une séquence particulière pour que le drapeau soit ainsi plié cérémonieusement.
Le Royaume-Uni est représenté par une seule équipe nationale aux Jeux olympiques, mais il n'est pas représenté par une seule équipe nationale de football, de rugby ou de cricket. En raison de la popularité du sport depuis le milieu du XXe siècle, les drapeaux des nations constitutives sont par conséquent plus courants qu'ils ne le seraient autrement:135–136, 150.

### Bâtiments du gouvernement britannique
Les bâtiments du gouvernement britannique et des autorités locales en Grande-Bretagne sont encouragés à arborer le drapeau tous les jours, bien que des réglementations supplémentaires soient en vigueur en Irlande du Nord,. Les Designated Flag Days (« jours de drapeau désignés ») restent les jours où le drapeau britannique doit être hissé sur les bâtiments du gouvernement britannique. La politique consistant à recommander de faire hisser Union Flag tous les jours a été établie en 2021, pendant le mandat d'Oliver Dowden en tant que Secrétaire d'État au Numérique, à la Culture, aux Médias et aux Sports. Avant cela, sur les édifices gouvernementaux, il était recommandé de hisser le drapeau uniquement certains jours, par exemple, le jour de l'anniversaire officiel de la reine. En 2008, le premier ministre Gordon Brown avait aboli les règles qui interdisaient de faire flotter le drapeau sur les édifices gouvernementaux en dehors de ces dates. Les bâtiments du gouvernement britannique à Whitehall, à Londres, peuvent également hisser les drapeaux des nations constitutives aux côtés de le Union Flag les jours des saints nationaux (David de Ménevie, Patrick d'Irlande, Georges de Lydda, et André l'Apôtre). Ce sont tous des « Designated Flag Days » au cours desquels le drapeau britannique doit être hissé sur les bâtiments du gouvernement britannique dans la nation constitutive concernée.
- Drapeaux au-dessus du Foreign Office, Whitehall
- Drapeau gallois pour la fête de la Saint-David (1er mars)
- Drapeau anglais pour la fête de la Saint-Georges (23 avril)
- Drapeau écossais pour la fête de la Saint-André (30 novembre)

Après 2007, il est devenu légal pour le drapeau européen de flotter sur les bâtiments publics en Angleterre sans autorisation particulière. En mars 2021, le Département du Numérique, de la Culture, des Médias et du Sport et le Département du Logement, des Communautés et du Gouvernement local ont annoncé que cela cesserait. Avant 2019, la Journée de l'Europe (9 mai) était un « Designated Flag Day ». Il a été retiré de la liste en 2019. Le Brexit, qui était prévu en mars 2019, n'a pas eu lieu avant cette date, mais la Journée de l'Europe est restée omise de la liste. Lorsque le drapeau européen était hissé sur les bâtiments du gouvernement britannique, il était toujours hissé aux côtés de le Union Flag. Le drapeau britannique avait toujours la priorité, et si un bâtiment n'avait qu'un seul mât, le drapeau européen n'était jamais hissé.
| « Designated Flag Days » : jours où le Union Flag doit être hissé sur les bâtiments du gouvernement britannique, | « Designated Flag Days » : jours où le Union Flag doit être hissé sur les bâtiments du gouvernement britannique, | « Designated Flag Days » : jours où le Union Flag doit être hissé sur les bâtiments du gouvernement britannique,                   |
| Date | Nom en français                                                                                                  | Notes et remarques |
| --- | --- | --- |
| 1er mars | Fête de la Saint-David                                                                                           | S'applique seulement au pays de Galles. Le drapeau gallois peut être hissé sur un mât secondaire.                                  |
| Deuxième lundi de mars                                                                                           | Journée du Commonwealth                                                                                          | |
| 17 mars | Fête de la Saint-Patrick                                                                                         | S'applique seulement à l'Irlande du Nord. Des bâtiments gouvernementaux, seul le Union Flag peut être hissé.                       |
| 9 avril | Jour des noces du roi                                                                                            | Mariage du prince Charles et de Camilla Parker Bowles, le 9 avril 2005.                                                            |
| 23 avril | Fête de la Saint-Georges                                                                                         | S'applique seulement à l'Angleterre. Le drapeau anglais peut être hissé sur un mât secondaire.                                     |
| 6 mai | Jour du couronnement                                                                                             | Couronnement de Charles III et de Camilla Parker Bowles, le 6 mai 2023.                                                            |
| Variable, mais généralement en mai                                                                               | Cérémonie d'ouverture du Parlement du Royaume-Uni                                                                | S'applique seulement au Grand Londres. Le drapeau doit être hissé même si le monarque ne participe pas à la cérémonie en personne. |
| 21 juin | Anniversaire du prince William                                                                                   | |
| Deuxième samedi de juin                                                                                          | Anniversaire officiel du roi                                                                                     | |
| 17 juillet | Anniversaire de la reine Camilla                                                                                 | |
| Deuxième dimanche de novembre                                                                                    | Remembrance Sunday, jour de deuil pour les victimes des guerres                                                  | Même s'il s'agit d'un jour de deuil, le drapeau est toujours hissé en haut de son mât, il n'est donc pas mis en berne.             |
| 14 novembre | Anniversaire du roi Charles III                                                                                  | |
| 30 novembre | Fête de la Saint-André                                                                                           | S'applique seulement à l'Écosse. Le drapeau écossais peut être hissé sur un mât secondaire.                                        |

### Etablissements militaires britanniques
Le hissage du drapeau de l'Union dans certains établissements militaires britanniques est spécifié dans les règlements royaux (King's Regulations (en)). Outre les quartiers généraux et les établissements de formation de diverses unités, les « flag stations » spécifiées comprennent Horse Guards et le bâtiment principal du ministère de la Défense sur Whitehall, la tour de Londres, le château de Windsor, la citadelle royale, Plymouth (en), le château de Douvres, le château d'Édimbourg, le château de Stirling, le fort George et le château de Hillsborough. En dehors des îles Britanniques, les flag stations spécifiés comprennent la Rock Gun Battery (en) et d'autres endroits à Gibraltar, ainsi que des établissements britanniques dans les îles Falkland et à Chypre.
Les drapeaux généralement hissés quotidiennement dans la plupart des flag stations mesurent 6 pied (1,8 mètre) sur 4 pi (1,2 m). Les drapeaux arborés le dimanche et lors d'anniversaires et d'événements spécifiés mesurent 12 pi (3,7 m) sur 7,5 pi (2,3 m). Outre divers anniversaires royaux, les dates spécifiées incluent les jours saints des saints patrons des nations constitutives au sein des nations concernées. Les établissements militaires du Grand Londres hissent également le plus grand drapeau le jour de la cérémonie d'ouverture du parlement et le jour de la prorogation du parlement. Certaines des flag stations ne hissent le drapeau que lorsque cela est nécessaire aux fins des saluts militaires (par exemple au château de Hillsborough). Certaines autres ne hissent que le plus grand drapeau à cette fin, mais arborent quotidiennement le plus petit drapeau. D'autres tailles spécifiques de drapeau peuvent également être utilisées au château de Windsor et à la tour de Londres : le hissage du drapeau au château de Windsor est contrôlé par le Connétable et gouverneur du château.

### Embarcations civiles et établissements nautiques britanniques
En mer, la plupart des navires civils britanniques (y compris la marine marchande britannique (en)) hissent le Red Ensign. Les installations maritimes civiles terrestres peuvent également arborer le Red Ensign comme drapeau national. Lorsque le Red Ensign est arboré comme drapeau national britannique, il prend la place du drapeau de l'Union dans l'ordre de préséance. Le Red Ensign est hissé à l'arrière, à la poupe. À la proue, les navires civils peuvent hisser un pavillon de beaupré (jack) qui se distingue du drapeau de l'Union par une large bordure blanche : le civil jack.
Le hissage de drapeaux inappropriés est, en vertu de la loi de 1995 sur la marine marchande (Merchant Shipping Act 1995 (en)), passible d'une amende ou d'une peine d'emprisonnement, ou des deux.
- Le civil jack, hissé à la proue des embarcations civiles.
- Red Ensign (pavillon national, poupe)
- Civil jack (pavillon de beaupré, proue)

### Aéronefs et établissements aéronautiques britanniques
Comme les embarcations britanniques, les aéronefs civils britanniques portent un drapeau national distinctif : le British Civil Air Ensign (« pavillon aérien civil »). Le pavillon aérien civil est hissés sur des aéronefs immatriculés au Royaume-Uni, et sur et autour des bâtiments des organisations aéronautiques. L'utilisation du Civil Air Ensign a été établie par un décret en conseil de George V le 11 août 1931 et publié par le ministère de l'Air le 23 septembre,. Le décret en conseil, rédigé par Maurice Hankey, décrit le drapeau comme « de bleu clair, une croix bleu foncé bordée de blanc, l'Union au premier quart » (« of light blue, a dark blue cross edged with white, in the first quarter the Union »). Le décret en conseil décrit le drapeau comme the proper national colours (« les couleurs nationales appropriées ») être arborés par des aéronefs britanniques et sur les aérodromes et bâtiments au Royaume-Uni appartenant à des organisations possédant des aéronefs britanniques,. Un autre décret en conseil, de George VI le 18 mars 1938, autorisa l'utilisation du Civil Air Ensign sur les sièges des organisations aéronautiques commerciales, ainsi que par tous les aéronefs britanniques immatriculés au Royaume-Uni et sur tous les aérodromes sous licence au Royaume-Uni. Cet ordre, également rédigé par Hankey, précisait qu'aucune embarcation sur l'eau ne pouvait hisser le pavillon aérien civil sans l'autorisation de l'Amirauté. Lorsqu'ils sont au sol à l'étranger, les avions britanniques peuvent hisser un drapeau de courtoisie du pays concerné à côté du Civil Air Ensign, comme c'est la coutume pour les navires en mer. Les avions britanniques peuvent en outre hisser d'autres drapeaux appartenant à leurs opérateurs, comme le font les navires commerciaux.

### Embarcations des Forces armées britanniques
En mer, seules les embarcations des Forces armées britanniques peuvent hisser le drapeau de l'Union lui-même. Des pavillons nationaux distinctifs existent pour chacune des trois forces armées, chacune utilisant le Union Jack à la proue de leurs navires comme pavillon de beaupré et un pavillon national distinctif à la poupe.

#### Marine royale
Le Union Jack est hissé à la proue des navires de la Marine royale comme drapeau de beaupré. Le White Ensign est hissé à la poupe. Le pavillon de beaupré est abaissé lorsque le navire est en route et n'est hissé qu'au port.
- Embarcations de la Royal Navy
- Le Union Jack hissé à la proue des embarcations de la Royal Navy.
- White Ensign (pavillon de guerre, poupe)
- White Ensign (pavillon de guerre, poupe)
- Union Jack (pavillon de beaupré, proue)

#### Armée britannique
Le Union Jack est hissé à la proue des bateaux de l'Armée britannique comme drapeau de beaupré. L'Army Ensign est hissé à la poupe. Le pavillon de beaupré, s'il existe un mât, est abaissé lorsque le bateau fait route et hissé uniquement au port.
En 1890, l'Amirauté a accordé le droit de hisser un Blue Ensign avec des épées croisées aux vaisseaux du département de la Guerre. L'Army Service Corps (en) — avec la responsabilité des embarcations de l'Armée britannique pendant la Première Guerre mondiale — avait également le droit d'utiliser ce Blue Ensign, et a finalement absorbé la flotte du Département de la guerre en 1941, qui est devenue la flotte du Royal Army Service Corps (en) sous le même pavillon. Ce corps militaire est devenu le Royal Corps of Transport (en) en 1965. Le ministère de la Défense a autorisé l'Army Ensign pour les embarcations de l'Armée britannique en 1966. Ce pavillon a ajouté le lion et la couronne utilisés sur le drapeau institutionnel de l'Armée britannique au Blue Ensign existant avec des épées croisées. L'Army Ensign ne doit être hissé que par des embarcations militaires sous le commandement d'un officier; sinon, le pavillon sans le lion et la couronne est hissée,. Simultanément, les vaisseaux de la British Army sous le commandement d'un officier ont obtenu le droit de hisser un « Union Flag », comme le font les vaisseaux de la Royal Navy.
- Embarcations de l'Armée britannique
- Le Army Ensign, hissé à l'arrière des embarcations de l'Armée britannique (commandés par un officier).
- Le Army Ensign, hissé à l'arrière des embarcations de l'Armée britannique (non commandés par un officier).
- Le Union Jack hissé à la proue des embarcations de l'Armée britannique.
- Army Ensign (pavillon national, poupe)
- Union Jack (pavillon de beaupré, proue)

#### Aviation royale
Le Union Jack est hissé à la proue des bateaux de l'Aviation royale (Royal Air Force Marine Branch (en)) comme drapeau de beaupré. Le Royal Air Force Ensign est hissé à la poupe. L'Aviation royale n'opère actuellement aucun vaisseau.
- Embarcations de l'Aviation royale
- Le Royal Air Force Ensign, hissé à l'arrière des embarcations de l'Aviation royale.
- Le Union Jack hissé à la proue des embarcations de l'Aviation royale.
- Royal Air Force Ensign (pavillon national, poupe)
- Union Jack (pavillon de beaupré, proue)

### Statut au Canada
Dans le Canada, le Union Jack fut adapté comme drapeau national en 1904, quoiqu'il soit en usage depuis 1621, quand la première colonie britannique au Canada, la Nouvelle-Écosse, est fondée. En 1964, un an avant l'adoption de l'actuel drapeau national, le Parlement canadien décide que le drapeau du Royaume-Uni est le symbole de l'appartenance du Canada au Commonwealth. Donc, le Drapeau royal de l'Union (son nom officiel au Canada) possède un statut co-officiel avec l'Unifolié, et peut être hissé sur un mât secondaire. Les deux drapeaux sont hissés sur les bâtiments gouvernementaux avec plus d'un mât trois fois par année : le jour du Commonwealth en mars, l'anniversaire officiel du monarque au Canada (le lundi précédant le 25 mai) et l'anniversaire de la proclamation du Statut de Westminster (le 11 décembre).

## Devises héraldique du Royaume-Uni
L'un des devises héraldiques du Royaume-Uni est un écu de l'Union couronnée. L'autre se compose d'une rose anglais, d'un chardon écossais et d'un trèfle irlandais greffés sur une seule tige et surmontés d'une couronne,,,.
- Le drapeau de l'Union comme Union Badge, devise heraldique du Royaume-Uni
- L'autre Union Badge floral, devise heraldique du Royaume-Uni (chardon dexter, trèfle sinister)
- L'autre Union Badge floral, devise heraldique du Royaume-Uni (trèfle dexter, chardon sinister)

## Drapeaux apparentés
Le Union Flag est décliné en pavillons marines au Royaume-Uni : les Blue Ensign (pavillon du service gouvernemental), Red Ensign (pavillon civil), et White Ensign (pavillon de la marine de guerre). Il est aussi décliné en le Royal Air Force Ensign (drapeau et pavillon de la force aérienne), Army Ensign (pavillon marine de l'Armée britannique) et en le Civil Air Ensign (drapeau utilisé par l'aviation civile)
- Blue Ensign.
- Red Ensign.
- White Ensign.
- Royal Air Force Ensign.
- Army Ensign.
- British Civil Air Ensign

Les drapeaux des territoires britanniques d'outre-mer sont pour la plupart dérivés du Blue Ensign ainsi que les drapeaux de certaines anciennes colonies britanniques devenues indépendantes. Par exemple, les drapeaux de l'Australie ou de la Nouvelle-Zélande. Certains drapeaux sont dérivés du Red Ensign : le drapeau des Bermudes, l'ancien drapeau canadien ou le drapeau du Raj britannique. Le Union Flag figure aussi sur le drapeau d'Hawaï ou encore sur l'ancien drapeau de l'Afrique du Sud.

### Pays ou territoiresindépendantsdu Royaume-Uni etCommonwealth
Utilisés actuellement
- Drapeau de l'Australie.
- Drapeau des Fidji.
- Drapeau de la Nouvelle-Zélande.
- Drapeau des Tuvalu.
- Drapeau d'Hawaï.
- Drapeau de Niue.
- Drapeau des îles Cook.
- Drapeau de la Colombie-Britannique.
- Drapeau du Manitoba.
- Drapeau de l'Ontario.
- Drapeau de la Nouvelle-Galles du Sud
- Drapeau du Queensland
- Drapeau de l'Australie-Méridionale
- Drapeau de Tasmanie
- Drapeau du Victoria
- Drapeau de l'Australie-Occidentale

Obsolètes
- Ancien drapeau des États-Unis (1776-1777).
- Ancien drapeau de l'Afrique du Sud (1928-1994).
- Ancien drapeau du Québec (1868-1948).
- Drapeau de Terre-Neuve (1907-1949)
- Ancien drapeau du Canada (1957-1965).

### Colonies ou Territoires britanniques d'outre-mer
- Drapeaux des anciennes colonies britanniques d'Afrique
- Drapeau du Cameroun (1922-1961).
- Drapeau du Cap (1876-1910).
- Drapeau de la Côte-de-l'Or (1821-1957).
- Drapeau de la Gambie (1889-1965).
- Drapeau du Kenya (1921-1963).
- Drapeau de Maurice (1923-1968).
- Drapeau du Nigeria (1914-1960).
- Drapeau du Nyassaland (1925-1964).
- Drapeau de l'Ouganda (1914-1962).
- Drapeau de la Rhodésie du Nord (1939-1953).
- Drapeau de la Rhodésie du Sud (1964-1968).
- Drapeau des Seychelles (1961-1976).
- Drapeau de Sierra Leone (1916-1961).
- Drapeau de la Somalie (1950-1960).
- Drapeau du Tanganyika (1919-1961).
- Drapeau de Zanzibar (1955-1963).

- Drapeaux des anciennes colonies britanniques d'Amérique
- Drapeau des Bahamas (1964-1973).
- Drapeau de la Barbade (1870-1966).
- Drapeau de la Guyane (1919-1955).
- Drapeau du Honduras britannique (1919-1981).
- Drapeau des îles-du-Vent britanniques (1953-1960).
- Drapeau des îles-sous-le-Vent britanniques (1871-1956).
- Drapeau de la Jamaïque (1957-1962).
- Drapeau de Trinité-et-Tobago (1958-1962).

- Drapeaux des anciennes colonies britanniques d'Asie
- Drapeau d'Aden (1937-1963).
- Drapeau de la Birmanie (1824-1948).
- Drapeau de Bornéo du Nord (1948-1963).
- Drapeau de Ceylan (1802-1948).
- Drapeau des Établissements des détroits (1874-1925).
- Drapeau de Hong Kong (1959–1997).
- Drapeau des Indes (1880-1947).
- Pavillon de la Palestine mandataire (1927-1948).
- Drapeau du Sarawak (1946-1963).
- Drapeau de Singapour (1952-1959).

- Drapeaux des anciennes colonies britanniques d'Europe
- Drapeau de Chypre (1922-1960).
- Drapeau des îles Ioniennes (1814-1864).
- Drapeau de Malte (1943-1964).

- Drapeaux des anciennes colonies britanniques d'Océanie
- Drapeau des Fidji (1924-1970).
- Drapeau des îles Gilbert et Ellice (1916-1975).
- Drapeau des îles Salomon (1966-1977).
- Drapeau de la Nouvelle-Guinée (1906-1949).
- Drapeau des Nouvelles-Hébrides (1922-1960).